# 30027 Anubhavguha
30027 Anubhavguha è un asteroide della fascia principale. Scoperto nel 2000, presenta un'orbita caratterizzata da un semiasse maggiore pari a 2,5731583 UA e da un'eccentricità di 0,1335276, inclinata di 1,96938° rispetto all'eclittica.